# Halodarcia
Halodarcia es un género de ácaros perteneciente a la familia Halolaelapidae.

## Especies
Halodarcia Karg, 1969
- Halodarcia carabidophila Evans & Fain, 1995
- Halodarcia incideta Karg, 1969
- Halodarcia kargi Nikolsky, 1982